# Биосинтез
Биосинтезът или биологичният синтез е процесът на химичен синтез на молекули и високомолекулни съединения в клетките на живите организми. Биосинтезът протича само и единствено в клетките на живите организми. Синтезираните молекули могат да се използват за създаване на части от структурата на самата клетка (основно нуклеотиди, протеини и фосфолипиди), да се включат в метаболизма (ензими, захари, аденозинтрифосфат) или да се изведат от клетката (най-често ензими и хормони). Практическото приложение на биосинтеза се осъществява чрез различни биотехнологии.

## Субстрат и продукт
Субстратите за биосинтеза могат да бъдат както органични, така и неорганични вещества. Неорганични субстрати за биосинтеза могат да използват само автотрофните организми. Така например растенията синтезират органични съединения от въглероден диоксид и вода, като използват енергията на слънчевата светлина в процеса на фотосинтеза. Общото химично уравнение на кислородната фотосинтеза е:
{\displaystyle {\ce {6CO2 + 6H2O ->[h\nu] C6H12O6 + 6O2}}}
Веществата, получени чрез биосинтез, винаги са органични съединения и в повечето случаи се включват в анаболитните пътища на метаболизма. В хода на метаболитните пътища на биосинтеза се образуват и някои неорганични съединения, най-често въглероден диоксид, вода и някои азотни и фосфорни съединения. Те обаче не са целеви, а само странични продукти на процесите на биосинтез.

## Приложение на биосинтеза

### Използване в древността
Човешката цивилизация използва процесите на биосинтеза още от доисторически времена. Чрез биосинтез от дрожди на ензими за алкохолна ферментация на гроздов сок и ечемик се произвеждат вино, бира, боза и квас. Чрез млечнокисела ферментация се получават кефир, кумис, кисело мляко и други млечнокисели продукти. Дрождите в маята за хляб са необходими за втасване на тестото, от което се изпича хляб.

### Съвременни приложения

#### Генетични технологии
Съвременното приложение на генетичните технологии за биосинтеза започва с разработването на рекомбинантни ДНК технологии (генно инженерство) за производство на инсулин от Escherichia coli през 70-те години на XX век. Днес чрез генетични технологии за биосинтез се получават десетки хормони и лекарства.